# جایزه سینمایی ام‌تی‌وی برای بهترین قهرمان
جایزه سینمایی ام‌تی‌وی برای بهترین قهرمان (به انگلیسی: MTV Movie Award for Best Hero) جایزه‌ای از شبکه ام‌تی‌وی است که در سال ۲۰۰۶ برای اولین بار معرفی شد. جایزه مشابه و زیرردهٔ آن جایزه سینمایی برای بهترین هنرپیشه گردن‌کلفت (به انگلیسی: Biggest Badass Star) می‌باشد که در سال ۲۰۱۰ معرفی شد.

## بهترین قهرمان
| سال  | برنده فیلم                                                         | نامزدان |
| ---- | ------------------------------------------------------------------ | --- |
| ۲۰۰۶ | کریستین بیل – بتمن آغاز می‌کند به عنوان بتمن                        | جسیکا آلبا – چهار شگفت‌انگیز (فیلم) به عنوان زن نامرئی کیت بکینسیل – جهان زیرین: تکامل به عنوان سلین ایوان مک‌گرگور – جنگ ستارگان اپیزود سوم: انتقام سیت به عنوان اوبی‌وان کنوبی دنیل ردکلیف – هری پاتر و جام آتش (فیلم) به عنوان هری پاتر                                                                  |
| ۲۰۱۲ | دنیل ردکلیف – هری پاتر و یادگاران مرگ - قسمت دوم به عنوان هری پاتر | کریس ایوانز – کاپیتان آمریکا: نخستین انتقام‌جو به عنوان کاپیتان آمریکا چنینگ تیتوم – خیابان جامپ شماره ۲۱ (فیلم) به عنوان گرگ جنکو جنیفر لارنس – عطش مبارزه (فیلم) به عنوان کتنیس اوردین کریس همسورث – ثور (فیلم) به عنوان ثور (شخصیت کمیک)                                                               |
| ۲۰۱۳ | مارتین فریمن – هابیت: یک سفر غیرمنتظره به عنوان بیلبو بگینز        | کریستین بیل – شوالیه تاریکی برمی‌خیزد به عنوان بتمن رابرت داونی جونیور – انتقام‌جویان (فیلم ۲۰۱۲) به عنوان مرد آهنی ان هتوی – شوالیه تاریکی برمی‌خیزد به عنوان زن گربه‌ای مارک روفالو – انتقام‌جویان (فیلم ۲۰۱۲) به عنوان هالک (شخصیت کمیک) کریستن استوارت – سفیدبرفی و شکارچی به عنوان سفیدبرفی و هفت کوتوله |
| ۲۰۱۴ | هنری کویل – مرد پولادین به عنوان سوپرمن                            | چنینگ تیتوم – سقوط کاخ سفید به عنوان جان کیل کریس همسورث – ثور: دنیای تاریک به عنوان ثور (شخصیت کمیک) مارتین فریمن – هابیت: برهوت اسماگ به عنوان بیلبو بگینز رابرت داونی جونیور – مرد آهنی ۳ به عنوان مرد آهنی                                                                                           |
| ۲۰۱۵ | دیلن اوبرایان – دونده مارپیچ به عنوان توماس                        | شی‌لین وودلی – ناهمتا: شورش به عنوان تریس پریور جنیفر لارنس – عطش مبارزه: زاغ مقلد - بخش ۱ به عنوان کتنیس اوردین مارتین فریمن – هابیت: نبرد پنج سپاه به عنوان بیلبو بگینز کریس پرت – نگهبانان کهکشان (فیلم) به عنوان استار لرد                                                                            |

## گردن کلفت‌ترین هنرپیشه
| سال  | برنده       | نامزدان                                                   |
| ---- | ----------- | --------------------------------------------------------- |
| ۲۰۱۰ | رین         | آنجلینا جولی کریس پاین چنینگ تیتوم سم ووردینگتن           |
| ۲۰۱۱ | کلویی مورتز | الکس پتیفر جیدن اسمیت جوزف گوردون لویت رابرت داونی جونیور |